# Arhopala antimuta
Arhopala antimuta är en fjärilsart som beskrevs av Felder 1865. Arhopala antimuta ingår i släktet Arhopala och familjen juvelvingar. Inga underarter finns listade i Catalogue of Life.